# اقتصاد ديموغرافي

البلدان حسب الناتج المحلي الإجمالي (تعادل القوة الشرائية) للفرد في عام 2015 ، بناءً على بيانات من صندوق النقد الدولي.

الاقتصاد الديموغرافي (بالإنجليزية: Demographic economics) أو الاقتصاد السكاني، هو تطبيق التحليل الاقتصادي على الديموغرافيا، دراسة السكان، بما في ذلك الحجم والنمو والكثافة والتوزيع والإحصاءات الحيوية.
وبتعريفٍ آخر هو علم فرعي يشمل جميع الأسس والمبادئ المنهجية الخاصة ببحث العلاقة بين تطور السكان وتطور المجتمع كلّه، وعلى وجه الخصوص التطور الاقتصادي في إطار تشكيلة اقتصادية-اجتماعية معينة. وتعتمد البحوث والنظريات في علم اقتصاد السكان اعتماداً أساسياً على المبادئ والقواعد المنهجية العامة لعلم الاقتصاد السياسي التي تؤخذ عادة أساساً لتحليل القوانين العامة للتطور الاقتصادي الاجتماعي ومعرفتها، ومن ثم يمكن القول إنّ المحاولات الأولى لدراسة الجوانب الاقتصادية المرتبطة بالتطور السكاني بدأت من مفاهيم علم الاقتصاد السياسي ومقولاته.
ويشمل ذلك على:
- الزواج والخصوبة[1][3][4][5][6][7][8][9][10]
- العائلة[11][12][13][14][15][16][17]
- الطلاق[18][19][20]
- مرض[21] ومتوسط العمر المتوقع/الوفيات[22][23][24]
- نسب الإعالة[1][3][25][26][27]
- الهجرة[28][29][30]
- النمو السكاني[31][32][33][34][35][36][37][38]
- حجم السكان[39][40][41]
- السياسة العامة[1][42][42][43][44][45][46][47][48]
- الانتقال الديموغرافي من «نمو سكاني» إلى الاستقرار[49] أو الانخفاض السكاني.[50][51][52]